# Stern der Atocha
Der Stern der Atocha ist ein vor 400 Jahren in Kolumbien geschürfter tief dunkelgrüner Smaragd mit einem ursprünglichen Gewicht von 25,87 Karat (etwa 5,2 Gramm), der seit seinem Schliff 12,72 Karat (etwa 2,5 g) hat. Sein Wert wurde in der Vergangenheit auf 3,2 bis 5 Millionen US-Dollar geschätzt. Er war Teil der Fracht der Nuestra Señora de Atocha. Die Atocha war die größte unter 28 Galeonen auf dem Weg nach Spanien, die am 5. September 1622 in einen Hurrikan gerieten. Die Atocha und vier weitere Galeonen wurden am folgenden Tag auf die Riffe bei den Dry Tortugas getrieben, schlugen leck und versanken unweit der Inseln.
Die US-amerikanischen Schatzsucher Mel und Dolores „Deo“ Fisher suchten 16 Jahre lang nach der Atocha. Am 20. Juli 1985 fanden zwei ihrer Taucher das Wrack, aus dem etwa die Hälfte der auf der Ladungsliste verzeichneten Fracht geborgen werden konnte. Einen großen Teil des Wertes von etwa 400 Millionen US-Dollar machten die in Muzo, Kolumbien geschürften Smaragde aus. Sie wurden erst 1986 wenige Dutzend Meter vom Wrack entfernt in einem Bereich am Meeresboden gefunden, den die Taucher daraufhin Emerald City (deutsch: Smaragdstadt) nannten. Unter diesen Atocha-Smaragden mit insgesamt etwa 13.500 Karat ist der Stern der Atocha der größte und wertvollste.
Der Stern der Atocha ist ein Smaragd der höchsten Qualitätsstufe 1AA mit einem ursprünglichen Gewicht von 25,87 Karat. Aufgrund seiner Größe, Reinheit und Brillanz wählte Mel Fisher ihn als Geschenk für seine Ehefrau Deo aus. Grundsätzlich wird bei solchen Schmucksteinen wegen ihrer historischen Bedeutung von Änderungen abgesehen. Fisher setzte sich darüber hinweg und ließ den Stein 1992 schleifen. Danach hatte er noch 12,72 Karat bei einer Größe von etwa 15 × 12,4 × 9,2 mm. Damit ist er unter den Atocha-Smaragden der Größte und der Einzige mit einem Namen versehene Stein.
Der Stern der Atocha wurde zwischen den Fängen der Statuette The Golden Eagle eingefasst, einer aus 8,2 Kilogramm massivem Gold gefertigten und im Kopfbereich mit Brillanten besetzten Darstellung eines Weißkopf-Seeadlers.
Am Abend des 30. Mai 2016 ging The Golden Eagle Angaben des damaligen Besitzers zufolge nach einer mehrtägigen öffentlichen Ausstellung bei einem Straßenraub verloren. Für die Statuette war ursprünglich ein Wert von 4 bis 6 Millionen US-Dollar genannt worden. 2018 wurde der Wert im Rahmen eines Rechtsstreits zwischen dem Eigentümer und mehreren Versicherungsgesellschaften mit etwa 710.000 US-Dollar angegeben. Die Statuette ist weiterhin mit dem Stern der Atocha verschollen.